# The Gospel According to the Meninblack
The Gospel According to the Meninblack (chiamato talvolta solo The Meninblack) è un concept album esoterico dei The Stranglers pubblicato nel 1981.

## Il disco
L'album tratta di teorie complottistiche riguardo a visite di UFO sulla Terra, dell'organizzazione governativa Men in Black (nella cultura popolare, agenti governativi che cercano di nascondere avvistamenti di UFO eliminando i testimoni), e la narrazione di ciò secondo schemi biblici. Non è la prima volta che la band si occupa di questo argomento: l'aveva già fatto in Raven e nel singolo Who Wants the World?, continuando sulle stesse tematiche e concetti.
Hugh Cornwell, ex cantante e compositore della band, ha dichiarato di considerare quest'album il migliore album degli Stranglers ed il suo preferito.
Nel Regno Unito i singoli estratti vendettero poco a causa dello sperimentalismo, diversamente dal successivo album La Folie.

## Tracce
1. Waltzinblack – 3:38
2. Just Like Nothing on Earth – 3:55
3. Second Coming – 4:22
4. Waiting for the Meninblack – 3:44
5. Turn the Centuries, Turn – 4:35
6. Two Sunspots – 2:32
7. Four Horsemen – 3:40
8. Thrown Away – 3:30
9. Manna Machine – 3:17
10. Hallow to Our Men – 7:26
11. Top Secret – 3:27
12. Maninwhite – 4:27

## Formazione
- Hugh Cornwell - chitarra, voce
- Jean-Jacques Burnel - basso, voce d'accompagnamento
- Dave Greenfield - tastiere, voce d'accompagnamento
- Jet Black - batteria